# Papež Adeodat I.
Adeodat I., tudi Deusdedit I. je bil svetnik in rimski papež Rimskokatoliške cerkve. * okrog 570 Rim (Italija, Bizantinsko cesarstvo † 8. november 618 Rim (Italija, Bizantinsko cesarstvo). 

## Življenjepis
Bil je Rimljan, sin subdiakona Štefana. Adeodat je že kot mlad stopil v cerkveno službo in prejel vse kleriške redove. Ko je bil izvoljen za papeža, je bil arhiprezbiter. V nasprotju do 
Gregorja Velikega , ki je zelo podpiral meništvo, se je Adeodat predvsem zavzemal za svetno duhovščino, ki jo je postavljal na važna mesta namesto redovnikov. Z vsemi častmi je sprejel eksarha Elevterija, ki ga je Bizanc poslal v Raveno, da bi branil Italijo. Zelo se je razočaral, ker je Elevterij ljudstvo tako izžemal, da je prišlo do vstaje v Raveni in Neaplju. Papež je o tem obvestil cesarja Heraklija, ki je v Italijo poslal vojsko, da bi napravila red. 

## Smrt in češčenje
Avgusta 618 je Rim porušil potres, nato je izbruhnila še kolera; ko je z lastnimi rokami stregel bolnikom, se je tudi sam okužil. Papež, ki je po izročilu bil človek blage narave, je umrl 8. novembra 618.
Trajalo je leto, mesec in 16 dni, da je bil posvečen njegov naslednik.  
Čeprav ga ni v starih martirologijih, ga Cerkev časti kot svetnika. God ima na svoj smrtni dan, 8. novembra. 